# Look at Me Now (Young Buck)
"Look at Me Now" is de derde single van Straight Outta Ca$hville, het debuutalbum van Amerikaanse rapper Young Buck.
De single bevat een refrein van D12-lid Kon Artis, die ook het nummer geproduceerd heeft. De video van het nummer bevat beelden van Young Buck en Kon Artis in een auto, en beelden uit de jeugd van Young Buck. Aan het eind wordt een stuk van het nummer "Bonafide Hustler" afgespeeld, met een couplet van Tony Yayo en het refrein van 50 Cent.